# Juan Cortés
Juan Bernardino Cortés (ur. 22 listopada 1966) – meksykański zapaśnik w stylu klasycznym. Zajął 25 miejsce na mistrzostwach świata w 1995. Czwarty na igrzyskach panamerykańskich w 1991 i siódmy 1995. Zdobył cztery medale na mistrzostwach panamerykańskich, srebro w 1986, 1988 i 1993. Trzeci na igrzyskach Ameryki Środkowej i Karaibów w 1993 roku.